# أرموند فيلدز
أرموند فيلدز (بالإنجليزية: Armond Fields)‏ هو كاتب سير وكاتب ورسام ومؤلف أمريكي، ولد في 22 نوفمبر 1930 في شيكاغو في الولايات المتحدة، وتوفي في 17 أغسطس 2008 في كولفر سيتي في الولايات المتحدة.